# Brickellia venosa
Brickellia venosa là một loài thực vật có hoa trong họ Cúc. Loài này được (Wooton & Standl.) B.L.Rob. mô tả khoa học đầu tiên năm 1917.